# Çetin Mert
Çetin Mert (ur. 11 maja 1970 w Berlinie; zm. 11 maja 1975 tamże) – nieletni mieszkaniec Berlina Zachodniego zmarły tragicznie wskutek utonięcia w Sprewie podczas zabawy w strefie granicznej pomiędzy sektorami miasta i zaliczany tym samym do poświadczonych historycznie ofiar śmiertelnych przy Murze Berlińskim. 

## Pochodzenie i okoliczności wypadku
Çetin Mert urodził się w rodzinie imigrantów pochodzących z tureckiego miasta Düzce. Wraz z dwójką braci dorastał w zachodnioberlińskim okręgu Kreuzberg.
W dniu swoich piątych urodzin, w godzinach popołudniowych wraz z dziećmi z sąsiedztwa bawił się na nabrzeżu Sprewy przy ulicy Gröbenufer (dziś May-Ayim-Ufer) nieopodal mostu Oberbaumbrücke. Podczas próby wyłowienia znajdującej się w wodzie piłki wpadł do rzeki, której powierzchnia na tymże odcinku należała terytorialnie w całości do Berlina Wschodniego. 
Kilka minut później, około godziny 12:30, przybyła na miejsce wypadku zachodnioberlińska policja oraz straż pożarna rozpoczęły akcję poszukiwawczą przy pomocy bosaków – z powodu utrudnionego poprzez przebieg granicy dostępu do rzeki ratownikom nie udało się bowiem dotrzeć do chłopca. Jako że po stronie wschodniej nie podjęto jakichkolwiek kroków w celu jego ratowania, w wyniku utonięcia Çetin Mert poniósł śmierć.
Około godziny 14.00 nurkowie wojsk granicznych NRD wydobyli zwłoki, które wydano rodzicom kilka dni później. Çetin Mert pochowany został w rodzinnym mieście swoich rodziców, mające miejsce krótko potem z inicjatywy tureckiej mniejszości  w Berlinie Zachodnim uroczystości żałobne ku czci zmarłego chłopca przerodziły się w gwałtowną akcję protestacyjną przeciwko rygorystycznym przepisom obowiązującym na granicy z NRD. 
W latach istnienia granicy dzielącej obie części Berlina, w podobnych okolicznościach życie straciło w pobliżu Gröbenufer czworo innych dzieci, do których należeli Andreas Senk (1960–1966), Cengaver Katrancı (1964–1972), Siegfried Kroboth (1964–1973) oraz Giuseppe Savoca (1968–1974).
Çetin Mert upamiętniony został zarówno przez miejsce na tablicy przy ulicy May-Ayim-Ufer jak i przez jedno z tzw. okienek pamięci w mauzoleum Gedenkstätte Berliner Mauer przy Bernauer Straße.